# Німий сейм

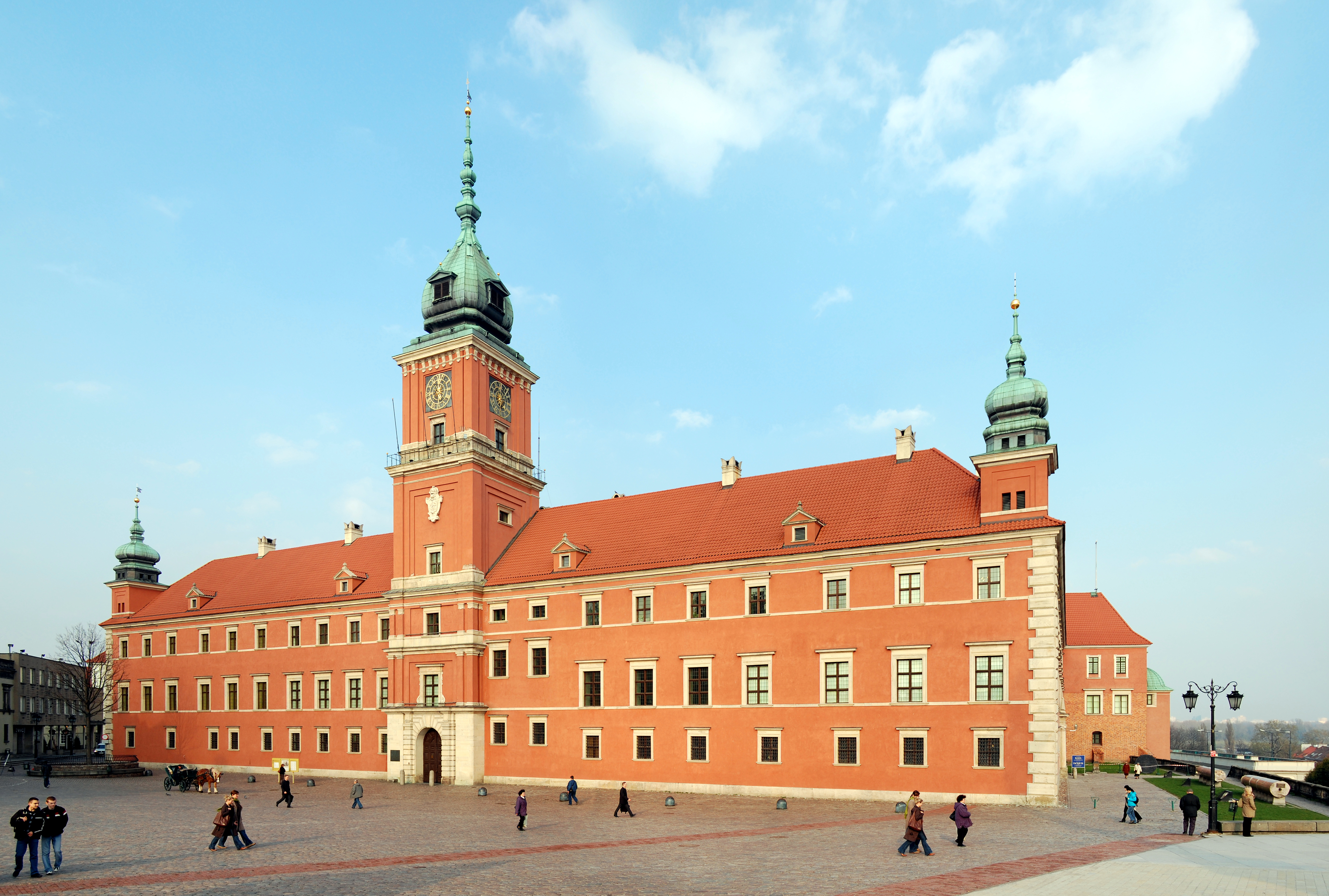

«Німий» сейм (1 лютого 1717) — сейм Речі Посполитої, скликаний для висунення умов королю Августу II.
«Німий» сейм став безпосереднім результатом діяльності Терногородської конфедерації 1715–1717 років, магнатсько-шляхетського союзу, що захищав свої станові й національні інтереси. Сейм здобув популярність завдяки тому, що тривав лише один день. Він увійшов в історію як «німий» тому, що король прийняв висунуті йому вимоги (виведення саксонських військ, розширення повноважень Сейму і Сенату, обмеження особистої влади короля) практично без єдиного слова. До такого рішення його схилив московський цар Петро I. У підсумку шляхта зміцнила представницькі органи влади в країні, а по абсолютизму було завдано відчутного удару.